# Wałentyn Szewczenko
Wałentyn Mykołajowycz Szewczenko (ukr. Валентин Миколайович Шевченко, ros. Валентин Николаевич Шевченко, ur. 5 czerwca 1948 w Oratowie) – ukraiński lekkoatleta, trójskoczek. W czasie swojej kariery reprezentował Związek Radziecki.
Zajął 11. miejsce w trójskoku na halowych mistrzostwach Europy w 1971 w Sofii. Na kolejnych halowych mistrzostwach Europy w 1972 w Grenoble zdobył w tej konkurencji brązowy medal (wyprzedzili go jedynie jego kolega z reprezentacji ZSRR Wiktor Saniejew i Carol Corbu z Rumunii). Ustanowił wówczas swój rekord życiowy w hali rezultatem 16,73 m.
Zajął 5. miejsce na halowych mistrzostwach Europy w 1975 w Katowicach. Wystąpił na igrzyskach olimpijskich w 1976 w Montrealu, ale nie zakwalifikował się do finału (zajął 15. miejsce w kwalifikacjach).
Szewczenko był mistrzem ZSRR w trójskoku w 1976, a w hali wicemistrzem w 1976 i brązowym medalistą w 1971.
Jego rekord życiowy na otwartym stadionie pochodził z 1976 i wynosił 16,66 m.